# Pierre Picoté de Belestre
Pierre Picoté de Belestre (Metz, 1636 – Montréal, 1679) è stato un militare ed esploratore francese.
Figlio di un nobile proprietario terreno della Lorena, entrò giovanissimo nel corpo dei Granatieri di Carignano, partecipando a numerosi combattimenti nelle Fiandre e in Renania.
Nel 1660 fu trasferito in Nuova Francia con il grado di colonnello e difese Montréal insieme a Charles Le Moyne e a Paul Chomedey de Maisonneuve, dall'attacco degli Irochesi, ottenendo una massima vittoria sui nativi.
Successivamente si dedicò all'esplorazione delle terre ad ovest della Nuova Francia, e ottenute delle terre dal governatore, vi si stabilì con la numerosa famiglia.
Tra il 1668 e il 1674 partecipò insieme ai due figli di Charles Le Moyne, Charles-Albert II Le Moyne de Longueil e Joseph Le Moyne de Sérigny a numerose spedizioni contro gli Irochesi.